# 九龍巴士249X線
九龍巴士249X線是香港一條來往沙田（博康）及青衣站的巴士路線，途經沙田市中心、大圍、青沙公路、長青邨、長康邨、長亨邨及長安邨，主要服務青衣南來往大圍、沙田市中心及沙田圍的乘客。

## 歷史

### 開辦背景
一直以來，只有青衣北部的居民才享有直達來往沙田的巴士服務（九龍巴士49X線及相連的城門隧道巴士網絡），青衣南及青衣西居民只能往長安、葵芳或荃灣轉乘城門隧道巴士路線來往沙田區，因此青衣區的區議員多年來要求開辦直達青衣南來往沙田的巴士線。
2009年12月20日昂船洲大橋通車，青衣區的區議員乘時提出一條由青衣南經青沙公路來往沙田的路線。後經九巴及運輸署商討後，於《2010-11年度葵青及沙田路線發展計劃》中，建議以49X的早上及傍晚特別班次形式，開辦一條取道青沙公路（沙田嶺隧道／尖山隧道）及昂船洲大橋來往沙田及青衣南的巴士服務，以舒緩49X線的龐大客量，原本編號為49S，但被沙田區議員認為容易與取道城門隧道的49X線混淆，最後正名為249X線，祇於平日早上及傍晚繁忙時間提供服務，以測試居民反應。

### 歷年改動沿革
- 2010年7月26日：本線正式投入服務。[6]
- 2011年5月15日：九巴加價，車費由$7.9調整至$8.2。
- 2013年3月17日：九巴加價，車費由$8.2調整至$8.7。
- 2014年7月6日：九巴加價，車費由$8.7調整至$9.1。
- 2015年1月10日：來回程於青沙公路轉車站增設中途站，並提供與部份途經該處的九巴路線之八達通轉乘優惠。[7]
- 2015年3月21日：增設到站時間預報。[8]
- 2017年3月4日：提升至每天全日服務，來回程改行青衣南橋，不再途經昂船洲大橋[9]。
- 2018年4月16日：星期一至五由青衣站開出頭班車提早至06:30，並加密早上繁忙時間由青衣站開出的班次。[10]
- 2018年12月3日：沙田區總站由沙田市中心巴士總站遷往博康巴士總站，同時來回程改經青葵公路來往呈祥道，往青衣方向不停沙田市中心巴士總站並改停担杆莆街「沙田大會堂」及白鶴汀街「帝都酒店」巴士站，來回程均不再途經近乙明邨的一段大涌橋路，及取消大涌橋路「乙明邨」及「曾大屋」兩站，並修改沙田區區內行車路線、服務時間和班次。[11]
- 2021年5月31日：新增早上特別班次只往大圍站，同時加強下午繁忙時間班次。[12]
- 2024年1月2日：往大圍站之特別班次改為07:57開出。[13]
- 2025年3月17日：青衣站往大圍站之特別班增加08:25班次。

## 服務時間
| 沙田（博康）開       | 沙田（博康）開 | 沙田（博康）開 | 青衣站開             | 青衣站開     | 青衣站開     |
| 日期                 | 服務時間       | 班次（分鐘）   | 日期                 | 服務時間     | 班次（分鐘） |
| -------------------- | -------------- | -------------- | -------------------- | ------------ | ------------ |
| 星期一至五           | 06:00-06:20    | 20             | 星期一至五           | 06:00-06:50  | 25           |
| 星期一至五           | 06:20-07:10    | 25             | 星期一至五           | 06:50-07:50  | 20           |
| 星期一至五           | 07:10-07:50    | 20             | 星期一至五           | 07:57、08:25 | 07:57、08:25 |
| 星期一至五           | 08:15          | 08:15          | 星期一至五           | 08:15-16:45  | 30           |
| 星期一至五           | 08:45-17:45    | 30             | 星期一至五           | 17:00-18:20  | 20           |
| 星期一至五           | 17:45-18:47    | 22/23          | 星期一至五           | 18:20-19:50  | 30           |
| 星期一至五           | 19:05          | 19:05          | 星期一至五           | 19:50-21:30  | 25           |
| 星期一至五           | 19:30-20:20    | 25             | 星期一至五           | 21:30-23:00  | 30           |
| 星期一至五           | 20:20-21:20    | 30             |                      |              |              |
| 星期一至五           | 21:20-23:00    | 25             |                      |              |              |
| 星期六、日及公眾假期 | 06:00-07:15    | 25             | 星期六、日及公眾假期 | 06:00-17:00  | 30           |
| 星期六、日及公眾假期 | 07:15-16:15    | 30             | 星期六、日及公眾假期 | 17:00-19:30  | 25           |
| 星期六、日及公眾假期 | 16:15-17:30    | 25             | 星期六、日及公眾假期 | 19:30-23:00  | 30           |
| 星期六、日及公眾假期 | 17:30-23:00    | 30             |                      |              |              |

藍字班次為特別班次以大圍站為總站，星期六、日及公眾假期不設服務

## 收費
全程：$10.4
- 長青邨青桃樓往青衣站：$5.1
- 大圍站往沙田（博康）：$6.7 (不適用於特別班次)

| - 本線設有12歲以下小童及65歲或以上長者半價優惠。 - 65歲或以上香港居民使用「樂悠咭」，以及12歲以下合資格殘疾兒童使用「殘疾人士身份」個人八達通繳付車資，均可享有每程$2.0或半價（以較低者為準）的票價優惠；12至64歲合資格殘疾人士使用「殘疾人士身份」個人八達通（包括「樂悠咭」），以及60至64歲香港居民使用「樂悠咭」繳付車資，均可享有每程$2.0或全費（以較低者為準）的票價優惠。 - 65歲或以上長者如使用長者或一般個人八達通繳付車資，則只可享有半價優惠；12至64歲合資格殘疾人士如不使用「殘疾人士身份」個人八達通，以及60至64歲人士如不使用「樂悠咭」繳付車資，必須繳付全費。 - 乘客可以現金或八達通於上車時付款，不設找續。 - 每位成人乘客可免費攜帶最多兩名4歲以下而不佔座位的兒童乘客乘車，超額之4歲以下小童必須繳付小童車費乘車。 - 持有「九巴月票」之乘客在車票有效期內，每日可享最多10程任何九龍巴士及龍運巴士路線（包括本路線，以及聯營路線的九龍巴士／龍運巴士提供的班次；惟乘搭機場「A」及「NA」線則可享原價二七折優惠（不會計算每天10次合資格車程））；而B1線則每日可享最多各2程（不會計算每天10次合資格車程）。 - 九龍巴士、城巴、龍運巴士及陽光巴士全職員工及家屬（不包括外判職員）可免費乘搭本路線，惟必須拍職員或職員家屬八達通。 - 乘客亦可透過多元化電子支付系統（e度嘟）繳付車資，包括使用非接觸式VISA卡、JCB卡、萬事達卡、銀聯卡、美國運通、大來國際、Discover Card、Apple Pay、Google Pay、Samsung Pay、AlipayHK「易乘碼」、支付寶、WeChatHK／微信支付「搭車碼」、銀聯雲閃付「乘車碼」及BOC Pay「乘車碼」。乘客使用此付款方式，使用此支付方式的乘客可享有中途下車之分段收費，以及與其他九巴／龍運獨營路線或聯營線九巴／龍運班次之轉乘優惠，惟不適用於與非九巴／龍運路線之轉乘優惠，亦不能享有「公共交通費用補貼計劃」及「長者及合資格殘疾人士公共交通票價優惠計劃」。 |

### 八達通轉乘優惠
乘客登上本線後150分鐘內以同一張八達通卡轉乘以下路線，或從以下路線登車後150分鐘內以同一張八達通卡轉乘本線，次程可獲車資折扣優惠：
249X ⇄ 沙田區路線，次程可獲$4.2折扣優惠
- 249X往沙田 → 81K、82D、88K、281、282或288
- 81K、82D、88K、281、282或288 → 249X往青衣

249X ⇄ 青衣區路線，次程可獲$4.2折扣優惠
- 249X往青衣 → 42M往長宏或243M往美景花園
- 42M或243M往愉景新城 → 249X往沙田

249X ⇄ 青沙公路路線
- 249X往青衣站 → 38B往海濱花園、280X往尖沙咀、286P往荔枝角站、286X往深水埗、287P往旺角或287X往佐敦，次程車資全免
- 249X往青衣站 → 240X往葵興站、270B往奧運站、270D往深水埗、270P往九龍站、272E往柏景灣、272P往葵興站、272X往旺角東站或286C往長沙灣，回贈首程車資
- 240X往葵興站、270B往奧運站、270D往深水埗、270P往九龍站、272E往柏景灣、272P往葵興站、272X往旺角東站或286C往長沙灣 → 249X往青衣站，次程車資全免
- 38B往海濱花園、280X往尖沙咀、286P往荔枝角站、286X往深水埗、287P往旺角或287X往佐敦 → 249X往青衣站，回贈首程車資
- 249X往博康 → 38B往碩門邨、280X往穗禾苑、286X往顯徑或287X往水泉澳，次程車資全免
- 249X往博康 → 240X往黃泥頭、270B往上水、271X往富亨、272E往太和、272P往富亨、272X往大埔中心、286C往利安或287D往錦英苑，回贈首程車資
- 240X往黃泥頭、270B往上水、271X往富亨、272E往太和、272P往富亨、272X往大埔中心、286C往利安或287D往錦英苑 → 249X往博康，次程車資全免
- 38B往碩門邨、280X往穗禾苑、286X往顯徑或287X往水泉澳 → 249X往博康，回贈首程車資

## 使用車輛
現時本線與49X線共獲派33輛亞歷山大丹尼士Enviro 500 MMC（20輛12米ATENU、12輛12.8米3ATENU及1輛12.8米E6X）雙層空調巴士。
| 車隊編號  | 車牌   |
| --------- | ------ |
| ATENU261  | SP 370 |
| ATENU336  | TA7682 |
| ATENU402  | TC9817 |
| ATENU547  | TL3251 |
| ATENU604  | TN 744 |
| 3ATENU8   | TU7413 |
| ATENU859  | TW3792 |
| ATENU864  | TW5158 |
| ATENU882  | TW9252 |
| 3ATENU35  | TY1332 |
| ATENU918  | TY2042 |
| ATENU960  | UA5271 |
| ATENU972  | UB1350 |
| ATENU976  | UB2669 |
| ATENU987  | UB8102 |
| ATENU1012 | UC2954 |
| 3ATENU51  | UD1469 |
| ATENU1060 | UD4786 |
| ATENU1065 | UD5889 |
| ATENU1071 | UD6420 |
| 3ATENU62  | UD6473 |
| 3ATENU68  | UE4144 |
| 3ATENU92  | UF1161 |
| 3ATENU100 | UF3262 |
| 3ATENU101 | UF3281 |
| 3ATENU136 | UF7291 |
| 3ATENU137 | UF7775 |
| ATENU1141 | UH3891 |
| ATENU1252 | VB5231 |
| ATENU1447 | VM2331 |
| 3ATENU165 | VN5507 |
| 3ATENU173 | VN7846 |
| E6X75     | WN4810 |

## 行車路線

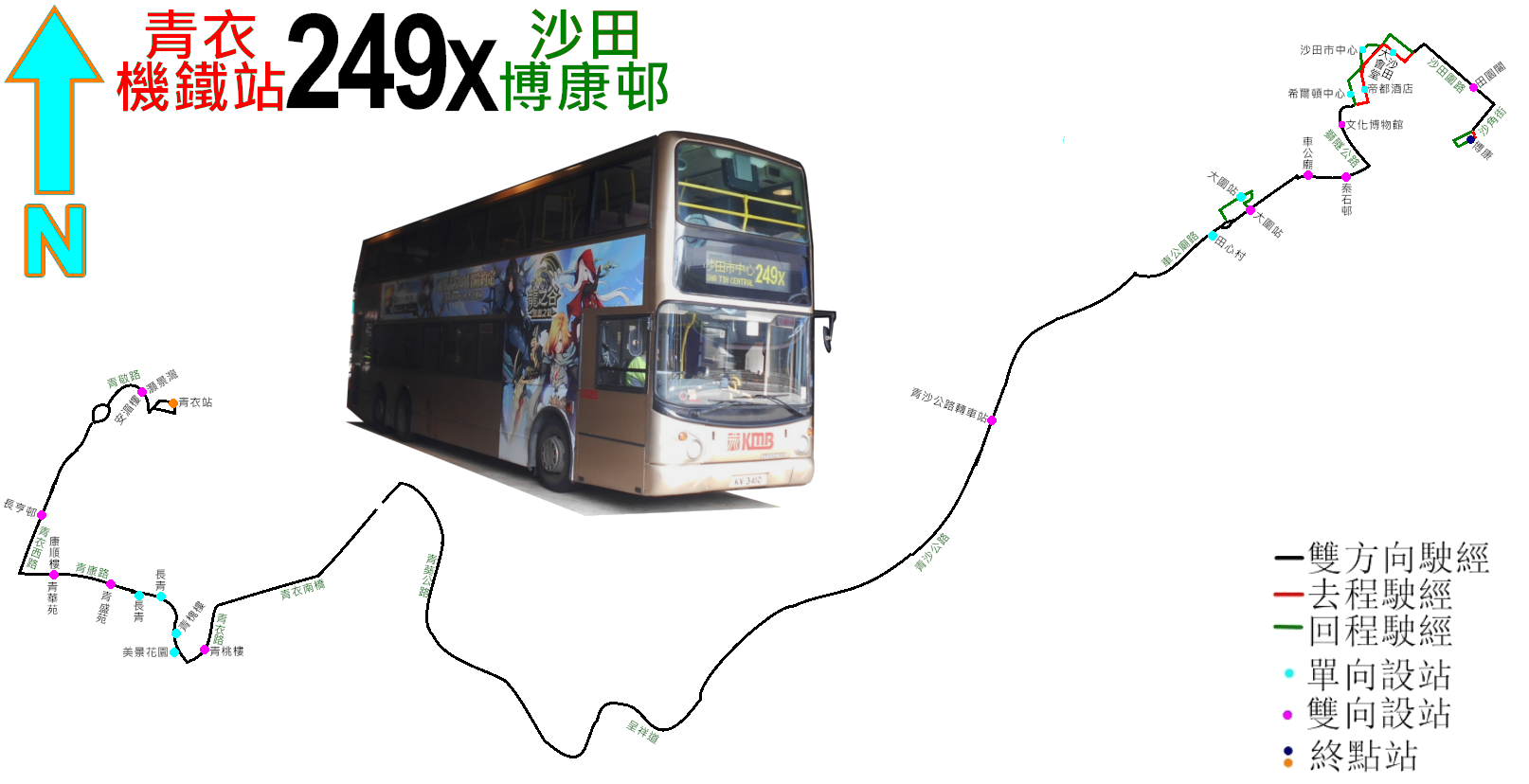
249X的走線圖

沙田（博康）開經：逸泰街、水泉坳街、沙角街、沙田圍路、沙燕橋、源禾路、担杆莆街、沙田正街、白鶴汀街、沙田正街、獅子山隧道公路、車公廟路、大圍站公共運輸交匯處、美田路、車公廟路、青沙公路（沙田嶺隧道、尖山隧道）、呈祥道、葵涌道、荃灣路、葵青路、青衣大橋、青衣路、青康路、青衣西路、担桿山交匯處及青敬路。
青衣站開經：青敬路、担桿山交匯處、青衣西路、青康路、青衣路、青衣大橋、葵青路、荃灣路、葵涌道、呈祥道、青沙公路（尖山隧道、沙田嶺隧道）、車公廟路、獅子山隧道公路、沙田正街、沙田市中心巴士總站、沙田正街、橫壆街、源禾路、沙燕橋、沙田圍路、沙角街及逸泰街。
特別班次不經有斜體字之路段
各班次之具體停站請參考資訊框

## 客量
本線開辦初期取道昂船洲大橋來往沙田及青衣。雖然有優美的風景欣賞，但時間上則較吃虧。部分長亨邨居民寧願乘搭收費更高昂但更快捷的龍運巴士E42線，而長安邨居民則多乘搭49P及49X線。因此本線客源為長青邨一帶及美景花園居民，另外居住在沙田的青衣IVE分校和Thei學生會利用本線上下課，由於需求不大，客量最初只是一般，但現在客量已增長了不少。根據報章引述運輸署資料，本線開辦初期的客量為每天約850人，到2010年10月則攀升至約1400人，最多一班有110人，隨後客量亦能維持。但隨着青衣南部人口增加，加上固定的班次令乘客容易掌握班次時間，故經常在繁忙時段出現滿座甚至頂閘之情況。因此在區議員多年爭取後，本線得以於2017年3月4日起提升為全日服務，並改經青衣南橋以節省行車時間。本線往青衣站方向在青桃樓起特設$4.3的分段收費，價錢與同樣往青衣站的249M線（249M線全程收費$4.0，無分段收費）相若，若乘客剛巧碰見本線，亦不介意花多3毫前往；雖然本線班次比249M疏落，但本線以在青衣區內特快走線優勢可搶走不少原249M乘客。而且自本線總站於2018年12月起由沙田市中心改為博康，並修改區內行車路線，令往來市中心車程更短，以致客量有所上升。展望未來，若本線客量有持續增長的趨勢，九巴已向運輸處申請加班次作疏導。

## 紀錄
本路線投入服務後，創下多個紀錄：
1. 首條同時取道青沙公路（長沙灣至沙田段）及昂船洲大橋的常規專營巴士路線，和首條來回程均取道青沙公路（長沙灣至沙田段）的常規專營巴士路線，以及首條取道青沙公路（長沙灣至沙田段）的常規專營非過海巴士路線（當時的373A線及88R線西隧晨早特別班次都只是單向南行途經此路段，而且88R線屬非專營路線）。
2. 首條來往青衣及沙田區的200系列編號專營巴士路線。
3. 自48線、48A線、48P線（第一代）被取消以及73X線改經城門隧道以來，繼九巴893線[16]後第二條兩邊總站均在新界區，需途經九龍區快速公路，但於該區不設任何分站的專營巴士路線（8號幹線尖山隧道南端出入口屬於深水埗區）。
4. 首條取道青衣西路直接來往青衣南和青衣北的專營巴士路線。
5. 首條以青衣為總站來往沙田區，中途不停荃灣區的專營巴士路線。
6. 繼九巴49X線於1998年12月28日起不再途經青衣站後，該站再次有直達沙田區的專營巴士路線[17][18]。
7. 首條來回程均取道昂船洲大橋的常規專營非機場巴士路線（第二條為E43線[19]）及九巴常規路線，但於2017年3月4日起已改經青衣南橋。
8. 自2017年3月4日提升至每天全日服務後，沙田區首條取道青沙公路來往新界區的全日常規專營巴士路線。

## 軼事
由於途經青沙公路和昂船洲大橋時遇到多次由葵青貨櫃碼頭的貨櫃車駛入，導致乘客行車時間受到延誤或交通意外，難以提供全日服務。故此在「2014年沙田區區域性巴士路線重組建議」開辦249Y避開危險的昂船洲大橋路線，改經青衣西路、青康路、美孚及青沙公路，可是受到不少乘客質疑及反對，最終沒有實施。
直至在「2016至2017年度巴士路線發展計劃」將本線改為來回駛經呈祥道、葵涌道及青衣南橋直達長青邨及長康邨，不經昂船洲大橋和提升至全日服務。可是有個別沙田區市民不滿改經呈祥道和葵涌道，因為在繁忙時間經常塞車導致車程過長，難以實施改道和提升至全日服務。最終，有關議案獲葵青區及沙田區議會通過，於2017年3月4日起實施。

## 外部連結
- 九龍巴士249X線 （页面存档备份，存于）